# Myrmecophila
Myrmecophila – rodzaj roślin z rodziny storczykowatych (Orchidaceae). Obejmuje 9 gatunków i 3 hybrydy występujące w Ameryce Południowej i Środkowej w takich regionach jak: Belize, Kajmany, Kolumbia, Kostaryka, Gwatemala, Honduras, Meksyk, południowo-zachodnie Karaiby, Trynidad i Tobago, Wenezuela, Windward Islands. Rodzaj wyginał na Arubie. Gatunki z tego rodzaju zostały introdukowane na Kubie.

## Systematyka
Rodzaj sklasyfikowany do podplemienia Laeliinae w plemieniu Epidendreae, podrodzina epidendronowe (Epidendroideae), rodzina storczykowate (Orchidaceae), rząd szparagowce (Asparagales) w obrębie roślin jednoliściennych.
Wykaz gatunków
- Myrmecophila brysiana (Lem.) G.C.Kenn.
- Myrmecophila christinae Carnevali & Gómez-Juárez
- Myrmecophila exaltata (Kraenzl.) G.C.Kenn.
- Myrmecophila galeottiana (A.Rich.) Rolfe
- Myrmecophila grandiflora (Lindl.) Carnevali & J.L.Tapia & I.Ramírez
- Myrmecophila humboldtii (Rchb.f.) Rolfe
- Myrmecophila thomsoniana (Rchb.f.) Rolfe
- Myrmecophila tibicinis (Bateman ex Lindl.) Rolfe
- Myrmecophila wendlandii (Rchb.f.) G.C.Kenn.

Wykaz hybryd
- Myrmecophila × laguna-guerrerae Carnevali, L.Ibarra & J.L.Tapia Carnevali, L.Ibarra & J.L.Tapia
- Myrmecophila × parkinsoniana (H.G.Jones) J.M.H.Shaw (H.G.Jones) J.M.H.Shaw
- Myrmecophila × rechingeriana (H.G.Jones) J.M.H.Shaw (H.G.Jones) J.M.H.Shaw